# 田辺ひかり
田辺 ひかり（たなべ ひかり、1997年4月13日 - ）は、広島県福山市出身の日本の女子プロゴルファー。所属は伊藤園。

## 経歴
父の影響で8歳でゴルフを始める。
アマチュア時代の主な成績として広島国際学院高1年時の2013年に中国ジュニア選手権で優勝。2年時の2014年に日韓対抗中学・高校生ゴルフ選手権で団体優勝。3年時の2015年に全国高校選手権中国大会団体の部で渋野日向子を擁する作陽を抑えて優勝。全国高校選手権個人の部3位。
2016年プロテスト合格、JLPGA入会。スタンレーレディスゴルフトーナメントでプロ入り後ツアー初出場し、22位タイ。賞金ランキングは137位。
2017年は伊藤園レディスゴルフトーナメントの38位タイが最高成績で賞金ランキングは131位。
2018年はアース・モンダミンカップが唯一の決勝トーナメント進出で賞金ランキングは143位。
2019年はJLPGAツアーでの賞金獲得はなかったがステップ・アップ・ツアー18試合に出場した。
2020年は実家から車で40分という距離にある、JFE瀬戸内海ゴルフ倶楽部（岡山県笠岡市）で行われた日本女子プロゴルフ選手権大会では優勝した永峰咲希にわずか1打及ばなかったものの、自身初のベスト10入りとなる2位タイ。
2021年は前年度と同一シーズンとなり、ダイキンオーキッドレディスゴルフトーナメントは4日間通して3位以内、結果も3位だった。
2023年はレギュラーツアーで予選落ちが続いていたこともあり、4年ぶりにステップ・アップ・ツアーに出場した。

## 人物・逸話
- 身長165cm、血液型O型。
- 得意なクラブはピッチングウェッジ。グリップを短く持つことから精度の高いショットを放つとされる[6]。
- 金谷拓実は高校の1学年下の後輩[7]。
- 2025年の男子ツアー「〜全英への道〜ミズノオープン」で優勝した阿久津未来也のキャディを担当した。自身が2位となった「日本女子プロゴルフ選手権大会」と同じJFE瀬戸内海ゴルフ倶楽部での開催ということで、毎年参加していたオフのジュニアイベントで交流のあった阿久津よりオファーされて快諾した[8]。

## TV番組
- ゴルフサバイバル - 2018年11月、2019年8月の陣 (BS日テレ)
- 女子ゴルフペアマッチ選手権 - 佐々木慶子とのペアでシーズン4出場 (BS朝日)